# Пятничная мечеть в Самарканде
Пятничная мечеть в Самарканде — основана в середине VIII века и была разрушена в марте 1220 года, во время штурма города монголами, оказавшись, по воле судьбы, последним оплотом его защитников. 
Учёные полагают, что квадратная мечеть Самарканда является единственным образцом раннего типа арабской мечети в Средней Азии.
Мечеть была основана в древнейшей, северной части шахристана, на площади западнее цитадели. В конце X века, когда мечеть существовала ещё в своём изначальном виде, географ Ибн Хаукаль записал, что она расположена в шахристане ниже цитадели и отделена от неё большой дорогой. В трактате Абу Хафса ас-Самарканди в XII веке сказано: «... пятничная мечеть , которая находилась в Самарканде, во времена неверных была их храмом и местом поклонения. В халифство эмира правоверных Османа был завоёван Самарканд, тех идолов разбили и перевернули вниз головой, а капище обратили в пятничную мечеть города.».
Особенно богато украшенная западная стена мечети почти на всём её протяжении была разрушена в XI веке. Большое количество обращённых к этой стене нефов, позволяли предполагать здесь, по геометрическим расчётам, не один, а несколько михрабов, что не характерно для мечетей Средней Азии, даже самых больших, но встречается в архитектуре западного ислама. К примеру, в Мечете Омейядов в Дамаске.
После разрушения мечети монголами, новая пятничная мечеть, одна из крупнейшей в мире, была построена в Самарканде по приказу Амира Тимура.